# Ebuild
Un ebuild es un procesamiento por lotes especializado creado por el proyecto Gentoo Linux para usarlo con el sistema de mantenimiento de software Portage. Un ebuild es una forma automática de compilar e instalar software.

## Ejemplo
Ejemplo de ebuild de la versión 1.2.2 del programa Beep:
```
# Copyright 1999-2006 Gentoo Foundation
# Distributed under the terms of the GNU General Public License v2
# $Header: /var/cvsroot/gentoo-x86/app-misc/beep/beep-1.2.2-r1.ebuild,v 1.3 2006/08/19 11:00:37 kloeri Exp $

inherit eutils base

DESCRIPTION="the advanced PC speaker beeper"
HOMEPAGE="http://www.johnath.com/beep/"
SRC_URI="http://www.johnath.com/beep/${P}.tar.gz"

LICENSE="GPL-2"
SLOT="0"
KEYWORDS="alpha amd64 ~ppc ~ppc64 ~sparc ~x86"
IUSE=""

PATCHES="${FILESDIR}/${P}-nosuid.patch"

src_compile() {
	emake FLAGS="${CFLAGS}" || die "compile problem"
}

src_install() {
	dobin beep
	fperms 0711 /usr/bin/beep
	doman beep.1.gz
	dodoc CHANGELOG CREDITS README
}

```